# جربیل گوش‌کوتاه دماغه
جربیل گوش‌کوتاه دماغه (نام علمی: Desmodillus auricularis) نام یک گونه از تیره موشان است.